# Sylhet
Sylhet (în limba bangali: সিলেট) este un oraș din Bangladesh.